# Sales de rehidratación oral

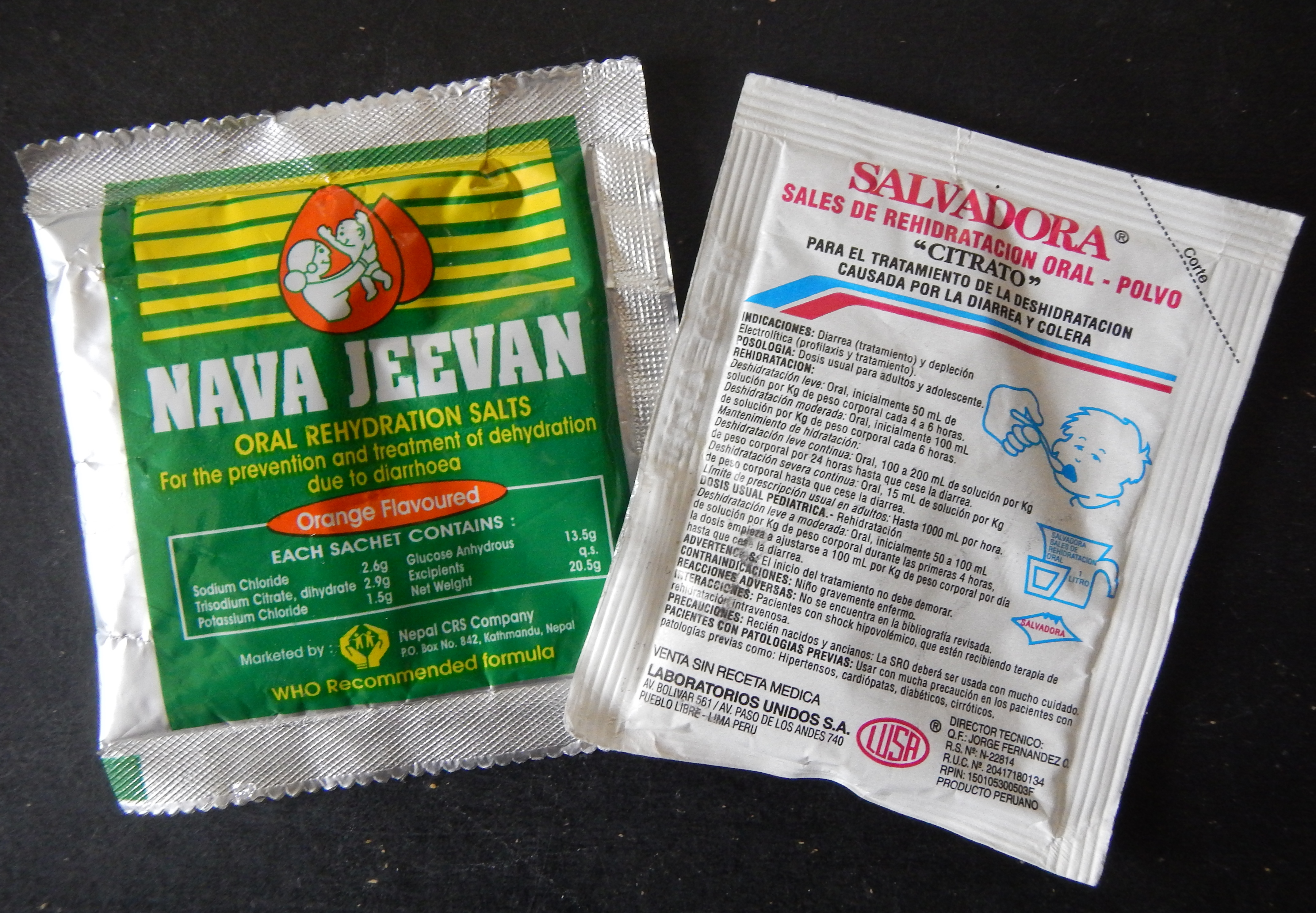
Dos sobres conteniendo sales de rehidratación oral: uno elaborado en Nepal (izquierda) y el otro en Perú (derecha)

Las sales de rehidratación oral (SRO), sales para rehidratación oral, vida suero oral o suero oral son un compuesto de sales que se administra en casos de deshidratación leve y moderada con tolerancia a la vía oral o como mantenimiento para prevenir la deshidratación. Se distribuye normalmente en sobres de bajo costo, cuyo contenido suele disolverse en un litro de agua potable, aunque existen presentaciones que se diluyen en otras cantidades.
Las SRO son la manera más sencilla, efectiva, segura, cómoda y barata de mantener a los niños con vida durante episodios severos de diarrea que en comparación con la hidratación parenteral.
Su distribución ha sido promocionada por la Organización Mundial de la Salud (OMS), principalmente en países pobres donde la infraestructura higiénica y sanitaria es deficiente. En estos lugares una de las mayores causas de muerte entre infantes menores de cinco años de edad es la deshidratación provocada por la diarrea.
Numerosos países han adoptado la medida de distribuir gratuitamente entre sus habitantes sobres de SRO con la composición propuesta por la OMS. La OMS ya ha recomendado una solución rehidratante en forma de sobres que se vende en farmacias.

## Contenido
Su contenido —independientemente de la marca— suele ser por litro de agua:
- 3,5 g de cloruro de sodio (sal de mesa)
- 2,5 g de bicarbonato de sodio (o 2,9 g de citrato trisódico)
- 1,5 g de cloruro potásico
- 20 g de glucosa

Contenido en mmol/L:
|                                       | Sodio | Potasio | Cloruro | Citrato | Glucosa |
| SRO estándar de la OMS                | 90    | 20      | 80      | 10      | 111     |
| SRO de osmolaridad reducida de la OMS | 75    | 20      | 65      | 10      | 75      |

### Preparación casera
En caso de necesitar sales de rehidratación oral y no tenerlas disponibles, la Organización Mundial de la Salud (OMS) recomienda un método casero para su preparación:
- un litro de agua potable previamente hervida
- media cucharadita de sal
- media cucharadita de bicarbonato de sodio
- seis cucharaditas rasas de azúcar

A esta solución se le denomina solución de azúcar y sal (o SAS).
La OMS recomienda la preparación casera para la prevención de la deshidratación. Sin embargo, la OMS advierte que son inadecuadas para el tratamiento de la deshidratación ya instalada.
Para otros profesionales esta es una salida como última alternativa, ya que es muy imprecisa debido a diferencias en cuanto al tamaño de una cucharita, al uso de sal gorda o sal refinada o al uso de azúcar refinada, azúcar en basto o azúcar morena. Debido a esto, en un niño de meses estas variaciones pueden ser suficientes como para originar un coma hiperosmolar. Dado su ínfimo coste en la mayoría de los países, estos sobres preparados pueden tenerse en casa de forma habitual como medida preventiva.
La OMS sigue mejorando permanentemente la fórmula de las SRO a fin de hacerlas más eficaces.

## Administración

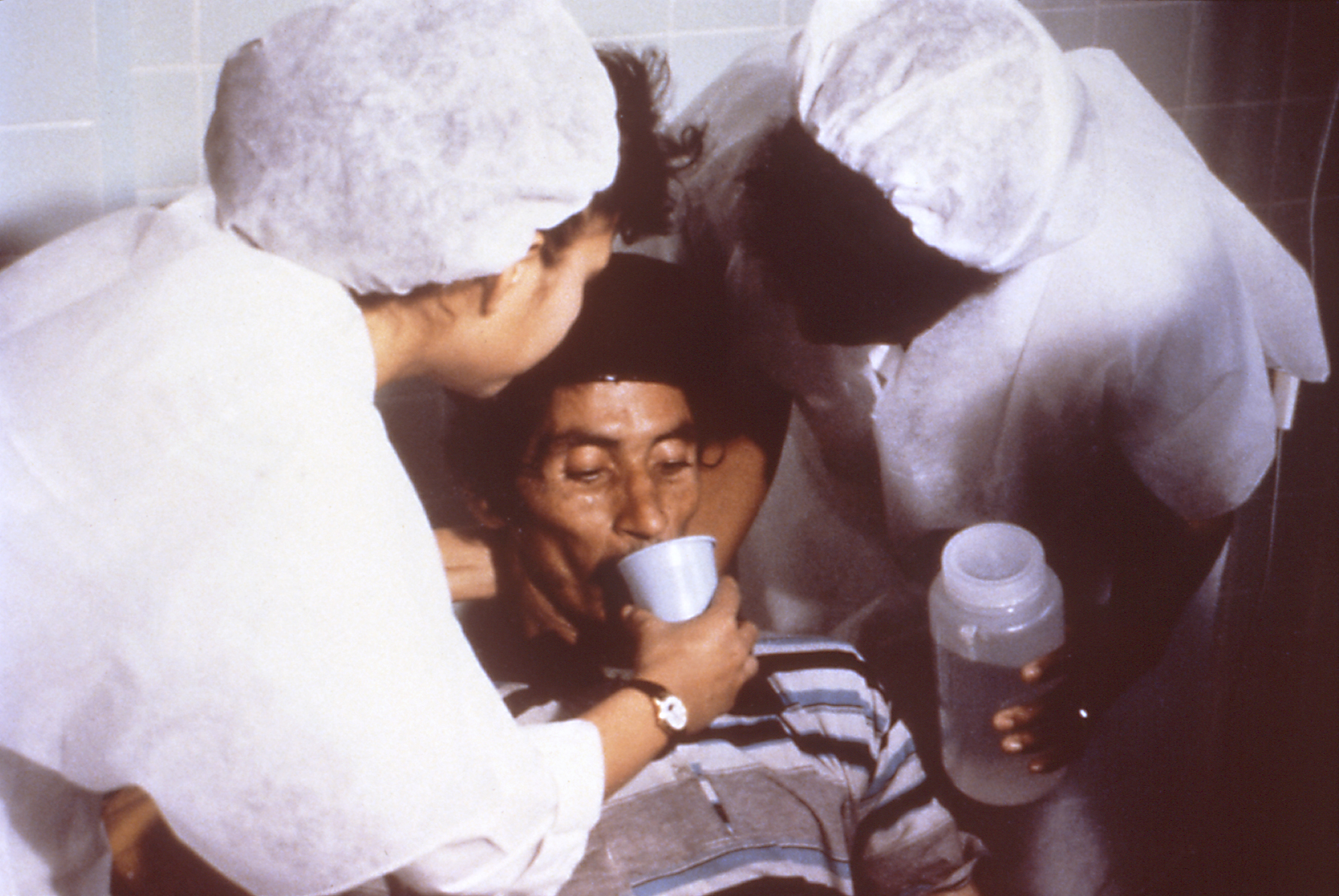
Un paciente con cólera bebiendo la SRO de la OMS

El agua usada para la dilución debe ser potable o estar previamente hervida para administrarse en el paciente. De igual manera, al momento de su administración debe encontrarse a temperatura ambiente, debido a que el frío suele retrasar el vaciamiento gástrico y el calor puede inducir vómitos.

## Indicaciones y posología
El uso de las sales de rehidratación oral debe indicarse en dos condiciones:
- Fase de mantenimiento: se realiza para prevenir la deshidratación administrando 5-10 ml/kg de peso por cada deposición, y 2-5 ml/kg de peso por cada vómito.[2][6]

- Fase de rehidratación: se administra en primera instancia en un marco de cuatro horas dependiendo del grado de deshidratación: si es leve a una dosis de 50 ml/kg de peso y si es moderada a una dosis de 75-100 ml/kg de peso.[2][1] Esta dosis total para cuatro horas se fracciona en 8 tomas para administrarse para cada 30 minutos,[3] repartiendo pequeñas cantidades lentamente cada 2-3 minutos a tolerancia oral.[2] Después de cuatro horas se debe revaluar al paciente y en caso de persistir la deshidratación se vuelve a administrar el suero.[1]

## Contraindicaciones
El vómito no es en sí mismo una contraindicación de terapia de rehidratación oral; sin embargo, la instalación de vómitos incoercibles (más de cuatro episodios eméticos en una hora) plantean contraindicación. Asimismo, otras contraindicaciones son gasto fecal elevado (cuatro o más evacuaciones por hora o más de 10 ml/kg/h), alteraciones del estado de conciencia, obstrucción intestinal, íleo, lesiones en mucosa bucal, diarrea con patología asociada y choque hipovolémico.